# North Hollywood (Metro de Los Ángeles)
North Hollywood es una estación en las líneas B y G del Metro de Los Ángeles y es administrada por la Autoridad de Transporte Metropolitano del Condado de Los Ángeles. Se encuentra localizada en North Hollywood, en el Valle de San Fernando de Los Ángeles, entre Lankershim Blvd y Chandler Blvd.

## Servicios

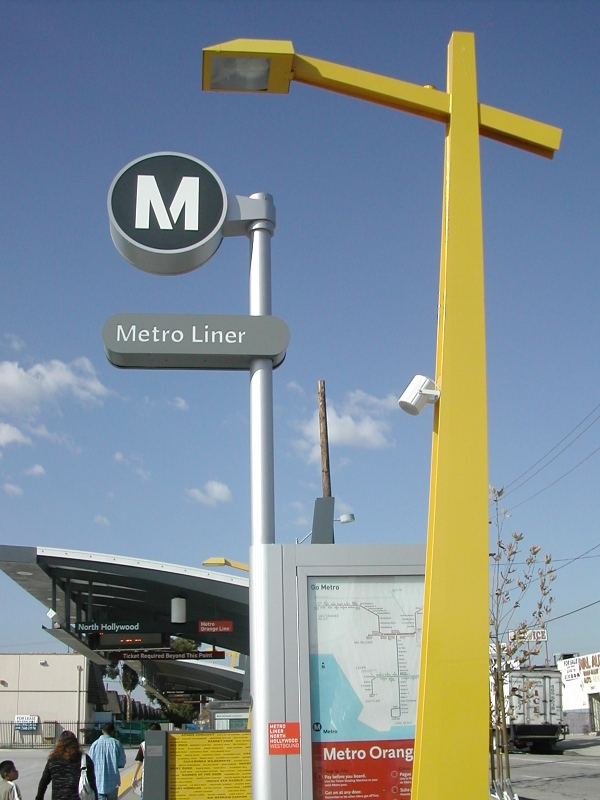
Estación de North Hollywood.

- Metro Local: 152, 154, 156, 183, 224, 353, 363, 656
- Metro Liner: 902, Línea G, Línea B (Metro)
- Santa Clarita Transit: 757
- Burbank Bus Noho Media District, Área del Aeropuerto Noho
- LADOT Commuter Express: 549 (parada en Lankershim y Chandler)

## Educación
El Distrito Escolar Unificado de Los Ángeles gestiona las escuelas públicas:
- Escuela Preparatoria Sun Valley
- Escuela Preparatoria North Hollywood (en el barrio de Valley Village)

## Referencias

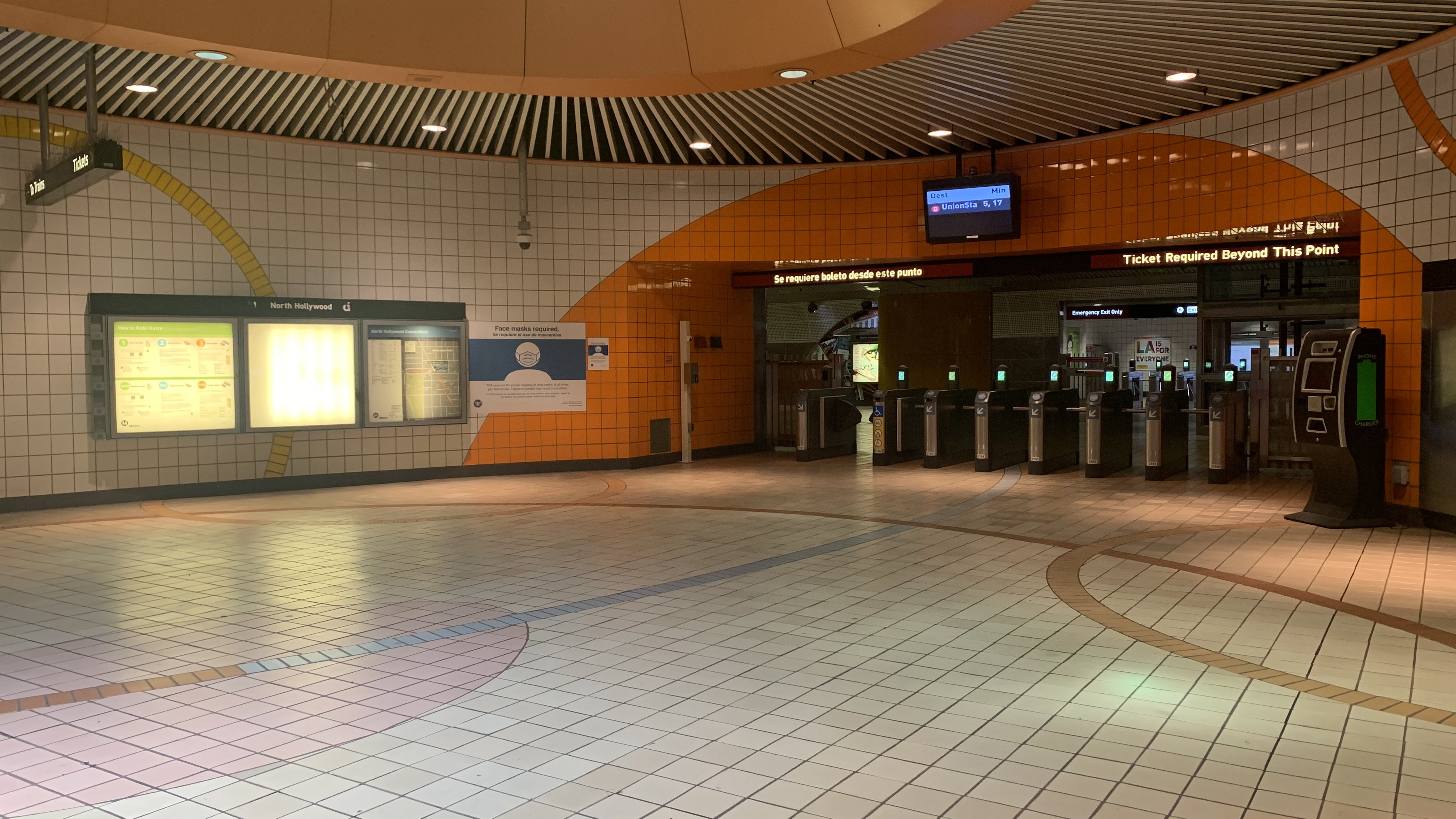
Entrada de Linea B